# Ptyrticus
Ptyrticus is een geslacht van zangvogels uit de familie van de Pellorneidae. De wetenschappelijke naam van het geslacht is voor het eerst geldig gepubliceerd in 1883 door Gustav Hartlaub. Op grond van DNA-onderzoek is dit geslacht opgeheven en is de enige soort verplaatst naar  het geslacht Illadopsis.
Vandaar:
- witbuiklijstertimalia (Illadopsis turdina synoniem: Ptyrticus turdinus).